# ۲۰ خرداد
۲۰ خرداد هشتاد و دومین روز سال در گاه‌شماری خورشیدی است. به پایان سال ۲۸۳ روز (۲۸۴ روز در سال کبیسه) باقی‌است.

## رویدادها
- ۱۳۱۳ - قهرمانی ایتالیا در جام جهانی ۱۹۳۴
- ۱۳۷۵ - حادثه ۲۰ خرداد ۱۳۷۵ بوئینگ ۷۲۷ ایران ایر
- ۱۳۸۲ - آغاز ناآرامی‌های ۱۳۸۲ تهران
- ۱۳۸۸ - رقابت ۲۰ خرداد ۱۳۸۸ تیم ملی فوتبال ایران با تیم ملی فوتبال امارات در مرحله مقدماتی جام جهانی فوتبال ۲۰۱۰ (آسیا)
- ۱۳۹۴ - حادثه خرداد ۱۳۹۴ هواپیمایی زاگرس
- ۱۳۹۸ - اعتراضات ۲۰ خرداد ۱۳۹۸ سپرده‌گذاران مؤسسه اعتباری کاسپین
- ۱۴۰۱ - انحلال باشگاه فوتبال برق شیراز
- ۱۴۰۴ - رقابت ۲۰ خرداد ۱۴۰۴ تیم ملی فوتبال ایران با تیم ملی فوتبال کره شمالی در مرحله مقدماتی جام جهانی فوتبال ۲۰۲۶ (آسیا)

## زادروزها
- ۱۳۳۱ - فهیمه رحیمی، نویسنده
- ۱۳۵۵ - هادی ساعی، تکواندو‌کار
- ۱۳۶۱ - لاله پورکریم، خواننده و بازیگر
- ۱۳۶۲ - محمدحسن رجب‌زاده، بازیکن فوتبال

## درگذشتگان
- ۱۳۴۹‌ - سید محمدرضا سعیدی، روحانی و زندانی سیاسی[۱]
- ۱۳۷۴ - علی‌اصغر بهاری، نوازنده
- ۱۳۸۰ - لیلا پهلوی، فرزند محمدرضا پهلوی و فرح پهلوی
- ۱۳۹۱ - ابراهیم لاتخافی، هنرمند صنایع  دستی
- ۱۳۹۴ - مختار امینیان، نماینده استان گیلان در مجلس خبرگان رهبری
- ۱۳۹۸ - علیرضا شیرمحمدعلی، زندانی سیاسی
- ۱۴۰۰ - پرویز کاردان، بازیگر و کارگردان
- ۱۴۰۲ - فخری خوروش، بازیگر
- ۱۴۰۴ - اکبر احمدپور، نماینده ادوار مجلس

## مناسبت‌ها
روز ملی فرش دستباف